# Cantone di Changé
Il Cantone di Changé è una divisione amministrativa degli arrondissement di Mamers e di Le Mans.
È stato istituito a seguito della riforma dei cantoni del 2014, che è entrata in vigore con le elezioni dipartimentali del 2015.

## Composizione
Comprende i comuni di:
- Brette-les-Pins
- Challes
- Champagné
- Changé
- Parigné-l'Évêque
- Saint-Mars-d'Outillé
- Sargé-lès-le-Mans
- Yvré-l'Évêque